# Halina
Halina je ženské jméno nejednoznačného původu. Jde o polskou variantu křestního jména Galina, které se vykládá buďto z řeckého galéné (klid, mír), nebo z latinského gallina (slepice). Svátek slaví buďto 1. července, nebo 18. října.
S největší hustotou se toto jméno vyskytuje v okolí Třince, Jablunkova a Českého Těšína.

## Domácké podoby
Mezi domácké podoby křestního jména Halina patří Halča, Halka, Hala, Halinka, Haluška, Lina, Linuška apod.

## Obliba jména
Jméno Halina se mezi novorozenými dívkami v Česku vyskytuje velmi sporadicky, od roku 1990 se nenarodilo více než pět nových nositelek za rok, od roku 2003 více než jedna nositelka za rok. K roku 2016 činil průměrný věk nositelek 57 let. Nejvíce oblíbené bylo jméno od druhé poloviny 40. do druhé poloviny 60. let 20. století. Nejvíce živých nositelek (43) se narodilo v roce 1962.
Následující tabulka vývoje počtu nositelek mezi lety 2010 až 2016 dokazuje, že počet žijících nositelek spíše stagnuje, výrazně neklesá ani nestoupá. Celkový pokles během těchto sedmi let činí −22,48 %. Pokles mezi lety 2011 a 2012 je způsoben tím, že z databáze byly odstraněny cizinky. Bez započítání těchto dvou let je trend kladný, a to +0,1 %.
| Rok  | Počet nositelek | Změna oproti předchozímu roku |
| ---- | --------------- | ----------------------------- |
| 2010 | 1 232           | –                             |
| 2011 | 1 207           | −2,03 %                       |
| 2012 | 954             | −20,96 %                      |
| 2013 | 955             | +0,1 %                        |
| 2014 | 960             | +0,52 %                       |
| 2015 | 959             | −0,1 %                        |
| 2016 | 955             | −0,42 %                       |

## Významné osobnosti
- Halina Bertramová – česká klavíristka
- Halina Birenbaum – polská spisovatelka a překladatelka
- Halina Dordová – česká politička
- Halina Frackowiak – polská zpěvačka, textařka a skladatelka
- Halina Górecka – polsko-německá atletka
- Halina Konopacka – polská atletka
- Halina Pawlowská – česká spisovatelka, scenáristka, publicistka, vydavatelka a příležitostná herečka